# 少花腰骨藤
少花腰骨藤（学名：Ichnocarpus oliganthus）为夹竹桃科腰骨藤属的植物。分布于泰国以及中国大陆的广东、广西等地，生长于海拔300米至500米的地区，常生长在山地疏林中，目前尚未由人工引种栽培。

## 别名
红杜仲（广西）

## 异名
- Ichnocarpus oliganthus Tsiang